# Ozarba microcycla
Ozarba microcycla är en fjärilsart som beskrevs av Paul Mabille 1878. Ozarba microcycla ingår i släktet Ozarba och familjen nattflyn. Inga underarter finns listade i Catalogue of Life.